# Благовещенье (Наро-Фоминский район)
Благовещенье — деревня в Наро-Фоминском городском округе Московской области России (с 2005 по 2017 год входило в состав сельского поселения Веселёвское). Численность постоянного населения — 71 (2010). В деревне действующая Благовещенская церковь 1896—1900 годов постройки, по проекту архитектора Александра Никифорова. До 2006 года Благовещенье входило в состав Веселёвского сельского округа.
Деревня расположена в юго-западной части района, недалеко от границы с Калужской областью, на впадающем слева в реку Руть (приток Протвы) безымянном ручье, примерно в 13 км к юго-западу от города Верея, высота центра над уровнем моря 192 м. Ближайшие населённые пункты — Перемешаево в 0,5 км на северо-восток, Мальцево в 1 км на юг и Подольное в 1,5 км на юго-восток.

## Население
| 2002 | 2006 | 2010 |
| ---- | ---- | ---- |
| 63   | ↘56  | ↗71  |